# اکتون
اکتون (به انگلیسی: Ackton) یک روستا در بریتانیا است که در فیترستون واقع شده‌است.